# 努库希瓦
努库希瓦（Nuku-Hiva）是法国海外集体法屬玻里尼西亞马克萨斯群岛行政区的一个市镇，领土涵盖同名岛屿及无人居住的埃奧島、哈圖圖島、莫图奥内岛和莫圖伊蒂島，行政中心位于泰奧哈埃。

## 地理
努库希瓦（8°51'31"S, 140°7'18"W）面积387.8 平方千米，位于法国海外集体法屬玻里尼西亞馬克薩斯群島。
由于努库希瓦领土为海洋中的岛屿，故不与任何市镇接壤。

## 行政
努库希瓦的邮政编码为98742、98796、98748，INSEE市镇编码为98731。

## 政治
努库希瓦的现任市长为伯努瓦·考泰（Benoît Kautai）先生，任期为2020-2026年。

## 人口
努库希瓦于2022年时的人口数量为3,025人。